# Холанн, Эрлинг
Э́рлинг Брёут Хо́ланн (норв. Erling Braut Haaland, при рождении написание фамилии — Håland, норвежское произношение: [ˈhòːlɑn]; 21 июля 2000, Лидс, Англия) — норвежский футболист, нападающий английского клуба «Манчестер Сити» и сборной Норвегии. Рекордсмен английской Премьер-лиги по голам за сезон (36 голов в сезоне 2022/23). Лучший бомбардир в истории сборной Норвегии.
Холанн начинал карьеру в норвежских клубах «Брюне» и «Молде», а в январе 2019 года перешёл в австрийский клуб «Ред Булл Зальцбург». Благодаря своим играм в Австрии в 2020 году норвежец подписал контракт с дортмундской «Боруссией», в составе которой выиграл Кубок Германии. Летом 2022 года Эрлинг стал игроком английского «Манчестер Сити» и в своём дебютном сезоне сыграл важную роль в завоевании «требла»; его 52 гола во всех соревнованиях стали самыми результативными для игрока Премьер-лиги. Холанн был признан молодым игроком лиги и игроком сезона, став первым игроком, получившим обе награды в один и тот же год.
За свою карьеру норвежец получил несколько индивидуальных наград и побил множество рекордов, включая награду «Golden boy» в 2020 году, а в 2021 году был назван лучшим игроком сезона в Бундеслиге, кроме того, он был включён в список FIFA FIFPro World11 на 2021, 2022 и 2023 годы. Он также побил множество рекордов Премьер-лиги, в том числе по количеству голов, забитых за сезон, стал самым быстрым игроком, забившим два, три, четыре и пять хет-триков, и первым в истории лиги, забившим хет-трик в трёх домашних матчах подряд. В 2023 году за свои голевые успехи он получил «Золотую бутсу» Премьер-лиги, европейскую «Золотую бутсу» и «трофей Герда Мюллера». В том же году он был признан лучшим игроком года УЕФА среди мужчин, лучшим игроком мира по версии IFFHS и занял второе место в номинации «Золотой мяч», уступив только Лионелю Месси.

## Ранние годы
Эрлинг Холанн родился в Лидсе в 2000 году. Его отец — Альф-Инге Холанн, бывший игрок «Лидс Юнайтед» — команды, болельщиком которой является Холанн-младший — и «Манчестер Сити». В 2006 году в пять лет установил мировой рекорд в своей возрастной категории по прыжкам в длину, зафиксировав дистанцию 1,63 метра.
Когда Холанну было три года, семья вернулась на историческую родину. Отец завершил карьеру игрока и сосредоточился на воспитании сына. Тот поступил в академию «Брюне» из одноимённого города, в котором они купили дом. Параллельно отец проводил индивидуальные занятия с сыном, а также нанимал тренеров. Все это позволило Холанну стать на голову сильнее своих сверстников. В сезонах 2015 и 2016 годов, ещё до достижения 17 лет, он уже успешно выступал за команду «Брюне 2» в Третьем дивизионе Норвегии (4-я по силе лига страны), забив в сумме 18 мячей в 14 играх. 19 сентября 2016 года в возрасте 16 лет и 2 месяцев сделал хет-трик в ворота команды «Хёугесунн 2» (5:3).

## Клубная карьера

### Начало карьеры в Норвегии

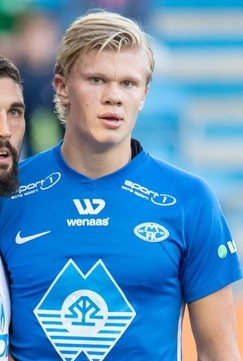
Холанн в составе «Молде» в августе 2018 года в матче Лиги Европы против «Зенита»

Холанн очень рано попал во взрослый футбол. Дебютировал во второй по значимости норвежской лиге за клуб «Брюне» в 15 лет. Первый карьерный матч пришёлся на 12 мая 2016 года против «Ранхейма», где Холанн вышел на замену во втором тайме. Всего в дебютном сезоне провёл 16 матчей, выходя преимущественно на замену. В течение дебютного сезона отправлялся в Германию на просмотры в местные клубы. Холанн несколько дней провёл в «Хоффенхайме», но в итоге получил отказ.
В феврале 2017 года Холанн подписал контракт с клубом «Молде». На тот момент главным тренером был бывший игрок «Манчестер Юнайтед» Уле Гуннар Сульшер. 4 июня 2017 года дебютировал в чемпионате Норвегии в поединке против «Сарпсборга», выйдя на замену на 71-й минуте вместо Фредрика Брустада. 6 августа 2017 года забил свой первый мяч в профессиональном футболе в ворота «Тромсё». Всего в дебютном сезоне провёл 14 матчей, забил 2 мяча.
В сезоне 2018 года Холанн завоевал право выходить на поле в стартовом составе. Показательным стал поединок 1 июля 2018 года против «Бранна» (4:0), где Холанн забил все четыре гола. Через тур забил два мяча и отдал голевую передачу, а его команда разгромила «Волеренгу» 5:1. До конца года Холанн дебютировал с клубом в Лиге Европы, забив уже в первом матче квалификации против албанского «Лачи» (3:0). Закончил сезон лучшим бомбардиром «Молде», забив 16 голов в 30 матчах сезона. В трёх последних встречах не играл из-за травмы лодыжки. Был удостоен награды чемпионата Норвегии в номинации «Прорыв года».

### «Ред Булл» Зальцбург
19 августа 2018 года «Ред Булл» Зальцбург объявил, что Холанн станет игроком австрийского клуба с 1 января 2019 года, подписав 5-летний контракт.

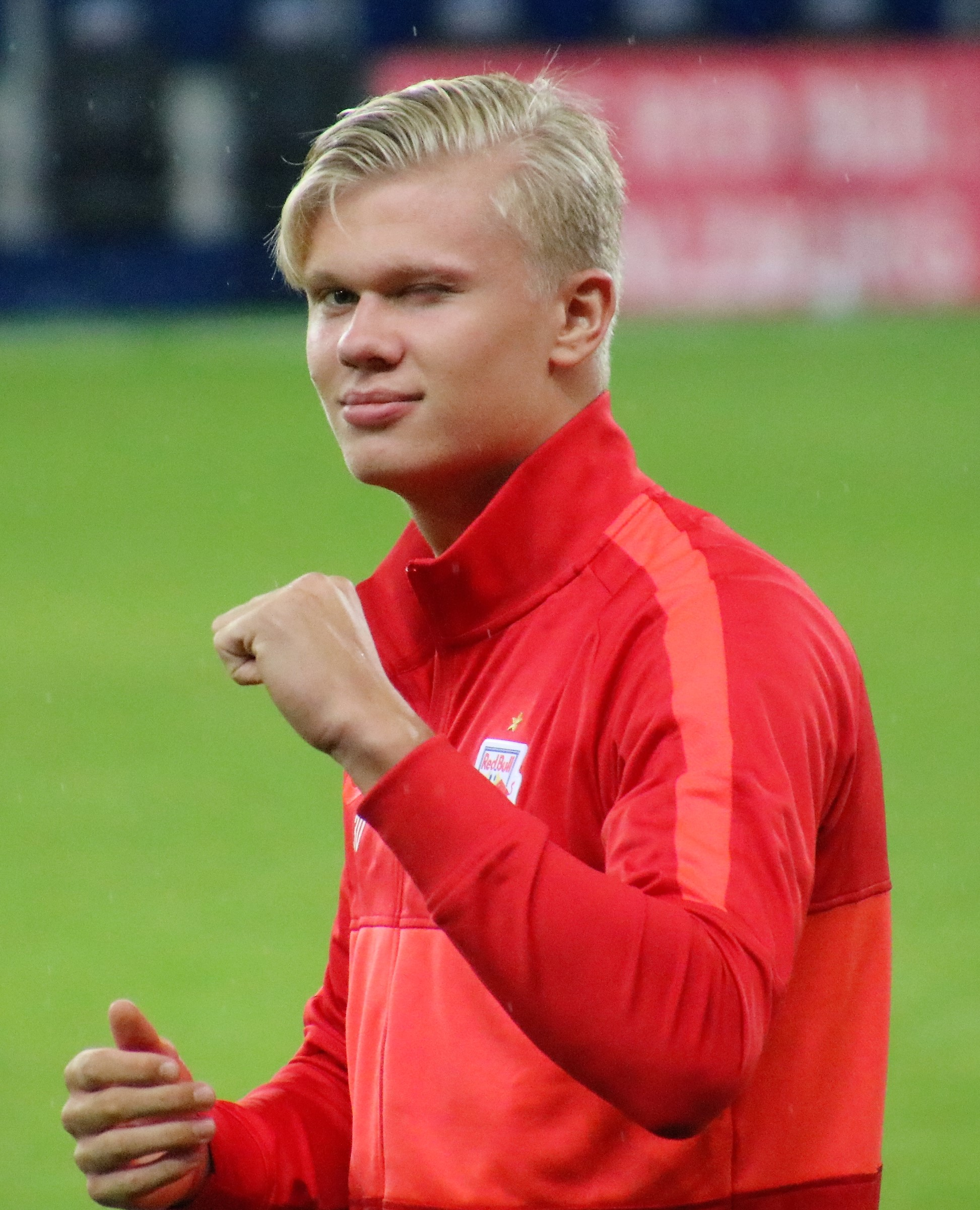
Холанн в составе «РБ Зальцбург»

19 июля 2019 года сделал хет-трик в ворота клуба «Парндорф» в матче Кубка Австрии (7:1). 10 августа сделал свой первый хет-трик в матче чемпионата Австрии в ворота «Вольфсберга» (5:2). 14 сентября сделал ещё один хет-трик в чемпионате, поразив ворота «Хартберга» (7:2), в этом же матче отдал две голевые передачи.
17 сентября 2019 года сделал хет-трик в первом тайме в ворота бельгийского «Генка» (6:2) в первом туре группового этапа Лиги чемпионов. Холанн стал девятым в истории футболистом, который сделал хет-трик в дебютном матче Лиги чемпионов. Для норвежских футболистов это третий хет-трик в Лиге чемпионов, ранее три мяча забивали Сигурд Русфельдт в 1998 году и Фруде Йонсен в 2000 году. Во втором туре Лиги чемпионов норвежец забил в гостях «Ливерпулю», сравняв счёт в втором тайме (3:3), но английский клуб всё же победил 4:3. В третьем туре Лиги чемпионов забил два мяча в ворота «Наполи» (один — с пенальти), но «Зальцбург» уступил дома 2:3. Холанн стал первым в истории футболистом, забившим 6 мячей в своих первых трёх матчах Лиги чемпионов. Свою голевую серию в Лиге чемпионов Холанн продолжил и в четвёртом туре, реализовав пенальти в гостевом матче против «Наполи» (1:1). 27 ноября забил в пятом матче Лиги чемпионов подряд, выйдя во втором тайме на замену в гостевом матче против «Генка» (4:1) и отличившись на 87-й минуте. Также в этом матче норвежец сделал голевую передачу.
10 ноября сделал третий хет-трик в чемпионате Австрии и пятый в сезоне, забив все три мяча в гостевой игре против «Вольфсберга» (3:0), доведя общее количество своих голов в чемпионате до 15 в 12 матчах, по итогам которого занял 6-е место в списке бомбардиров, а также получил награды «Игрок года» и «Прорыв года».

### «Боруссия» Дортмунд

#### 2019/20: адаптация в Германии и второе место в чемпионате
29 декабря 2019 года дортмундская «Боруссия» объявила о подписании контракта с Холанном до 2024 года. 18 января 2020 года сделал хет-трик в дебютном матче за «шмелей» против «Аугсбурга», выйдя на замену на 56-й минуте. Свой третий гол он забил на 79-й минуте. Во втором матче за «Боруссию» также вышел на замену во втором тайме и отметился дублем в ворота «Кёльна». 1 февраля в своём третьем матче впервые вышел в стартовом составе «Боруссии» и сделал дубль в ворота берлинского «Униона» (5:0). Для Холанна этот гол стал 35-м в 25 официальных матчах сезона за «Зальцбург» и «Боруссию». В трёх матчах сделал 8 ударов по воротам и забил 7 голов. Всего в 8 матчах Лиги чемпионов сезона 2019/20 норвежец забил 10 мячей (8 за «Зальцбург» и 2 за «Боруссию»), став вторым в списке бомбардиров, уступив лишь Роберту Левандовскому (с 15 голами).
Всего в сезоне 2019/20 на клубном уровне сыграл 40 матчей (22 за «Зальцбург» и 18 за «Боруссию») и забил 44 мяча (28+16), занял 6-е место в списке бомбардиров Бундеслиги.

#### 2020/21: лучший бомбардир Лиги чемпионов и победа в Кубке Германии

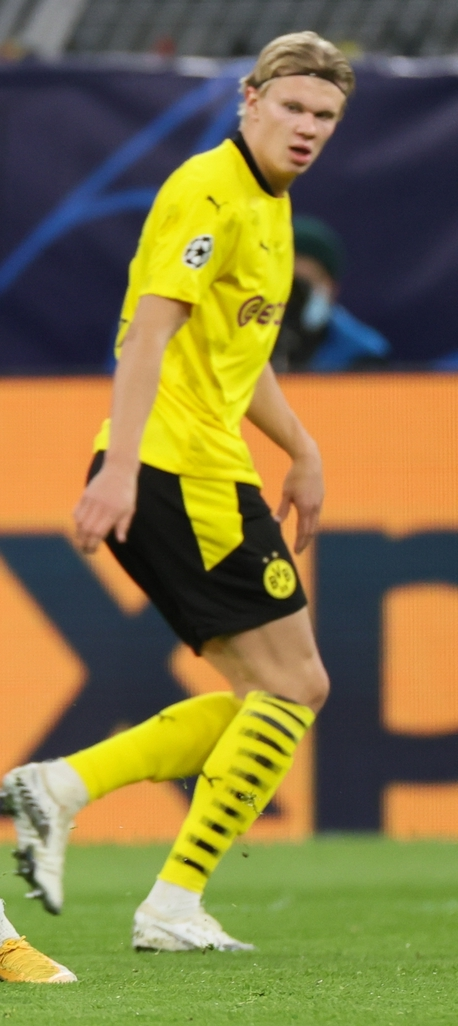
Холанн в составе «Боруссии», 2020 год

19 сентября 2020 года в первом туре Бундеслиги забил два мяча в ворота мёнхенгладбахской «Боруссии» (3:0). 3 октября сделал дубль в ворота «Фрайбурга» (4:0). 21 ноября 2020 года за 32 минуты второго тайма гостевого матча против берлинской «Герты» (5:2) впервые забил четыре гола в одном матче за «шмелей». 9 января 2021 года сделал дубль в гостевой победе над «Лейпцигом» со счётом 3:1. 6 марта забил два мяча «Баварии» на «Альянц Арене», но игра закончилась поражением со счётом 4:2. В этой игре норвежец забил свой 100-й гол в 146 матчах в карьере. Всего за сезон Эрлинг сделал сразу 10 дублей в матчах Бундеслиги и только три раза забивал по одному мячу за игру. Был признан игроком месяца в Бундеслиге в ноябре 2020 года и апреле 2021 года. Всего забил 27 мячей в 28 матчах Бундеслиги, заняв третье место в списке бомбардиров после Левандовского (41) и Андре Силвы (28). Норвежец забил более трети всех мячей «Боруссии» в сезоне (27 из 75), клуб занял третье место в чемпионате, на одно очко отстав от «Лейпцига». Эрлинг был признан болельщиками игроком сезона, а также вошёл в символическую сборную Бундеслиги.
В Лиге чемпионов 2020/21 Эрлинг забил 6 мячей в первых 4 матчах групповой стадии, ни разу не уйдя с поля без гола. Таким образом, в своих первых 12 матчах Лиги чемпионов забил 16 мячей. В 1/8 финала забил по два мяча в обоих матчах против «Севильи», «Боруссия» победила по сумме двух матчей 5-4. В четвертьфинале Лиги чемпионов «Боруссия» дважды уступила «Манчестер Сити» (1:2, 1:2), Холанн отличиться не сумел. По итогам турнира забил 10 мячей и стал лучшим бомбардиром, опередив на два мяча Килиана Мбаппе.
13 мая 2021 года забил два мяча в ворота «РБ Лейпциг» в финале Кубка Германии в Берлине (4:1). Всего в сезоне на клубном уровне сыграл 41 матч и забил 41 мяч, став обладателем футбольной награды УЕФА «лучшему нападающему соревнований».

#### 2021/22: борьба с травмами и последний сезон в «Боруссии»
7 августа 2021 года сделал хет-трик в матче первого раунда Кубка Германии против «Веена». Из-за травм пропустил более 10 матчей в чемпионате и несколько матчей в Лиге чемпионов. 30 апреля 2022 года сделал хет-трик в ворота «Бохума» (3:4). Всего сыграл в чемпионате 24 матча и забил 22 мяча. Холанн стал третьим бомбардиром сезона после Роберта Левандовского из «Баварии» (35 голов) и Патрика Шика из «Байера» (24). В Лиге чемпионов забил 3 мяча в 3 матчах. В Лиге чемпионов клуб занял только третье место в группе (после «Аякса» и португальского «Спортинга») и вылетел в Лигу Европы, где сразу проиграл шотландскому «Рейнджерс» (4:6 по сумме двух матчей). В чемпионате Германии «Боруссия» заняла второе место, отстав на 8 очков от «Баварии».
Всего Холанн сыграл за «Боруссию» в чемпионате Германии 67 матчей и забил 62 мяча. В еврокубках забил 15 мячей в 13 матчах. Суммарно во всех турнирах сыграл 89 матчей и забил 86 мячей.

### «Манчестер Сити»
10 мая 2022 года английский клуб «Манчестер Сити» объявил о соглашении по трансферу Холанна за 51,2 млн фунтов. Сам трансфер состоялся 1 июля 2022 года. Также стало известно, что в контракте игрока есть опция отступных в размере 150 млн евро, которая будет действовать после двух сезонов. Отец норвежца, Альф-Инге тоже выступал в составе «горожан».

#### 2022/23: дебютный сезон и первый «требл»
30 июля 2022 года Эрлинг дебютировал за «Сити» в матче за Суперкубок Англии против «Ливерпуля», закончившимся поражением со счётом 3:1. 7 августа 2022 года дебютировал в Премьер-лиге в матче против «Вест Хэм Юнайтед», забив два гола. 27 августа 2022 года сделал хет-трик в матче против «Кристал Пэлас». Четыре дня спустя снова сделал хет-трик в матче против «Ноттингем Форест», установив рекорд Премьер-лиги как игрок, быстрее других забивший два первых хет-трика. Позже Эрлинг был признан игроком месяца Премьер-лиги за август, свой первый месяц игры в лиге.

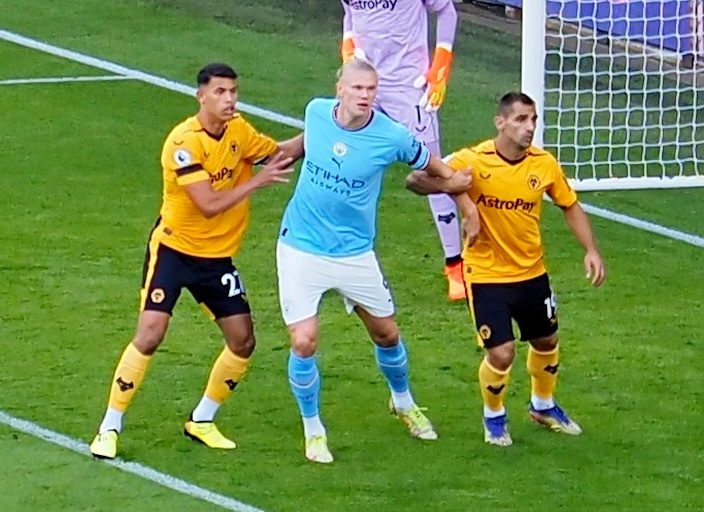
Холанн (по центру) в составе «Манчестер Сити» в матче против «Вулверхэмптон Уондерерс» в 2022 году

6 сентября он дебютировал за клуб в Лиге чемпионов, забив два мяча в ворота «Севильи» и став первым игроком, забившим 25 мячей в 20 матчах Лиги чемпионов. 2 октября Холанн стал первым игроком в истории Премьер-лиги, сделавшим хет-трики в трёх домашних матчах подряд после победы «Сити» над «Манчестер Юнайтед» со счётом 6:3, где также отдал два ассиста. Он также стал самым быстрым игроком в истории Премьер-лиги, сделавшим три хет-трика, сделав это за восемь игр и побив предыдущий рекорд в 48 игр лиги, установленный Майклом Оуэном в сезоне 1997/98, а также сократив втрое рекорд Алана Ширера, сделавшего три домашних хет-трика за 10 игр в сезоне 1994/95. 28 декабря Эрлинг сделал дубль в выездной победной игре против «Лидс Юнайтед», доведя свой счёт голов до 20 в 14 матчах, став самым быстрым игроком в истории, забившим 20 мячей в Премьер-лиге, побив рекорд Кевина Филлипса на семь игр.
22 января 2023 года Холанн сделал хет-трик в игре против «Вулверхэмптон Уондерерс», забив в общей сложности 25 мячей в Премьер-лиге всего за 19 игр, превзойдя, таким образом, лучших бомбардиров предыдущего сезона — Мохаммеда Салаха и Сон Хын Мина, которые оба забили 23 мяча за весь сезон (35 игр). 14 марта сделал пента-трик за 35 минут (с 22-й по 57-ю минуты) в ответном домашнем матче 1/8 финала Лиги чемпионов против «РБ Лейпциг» (7:0). На 63-й минуте главный тренер «Манчестер Сити» Пеп Гвардиола заменил норвежца на Хулиана Альвареса. Холанн стал первым в истории европейским футболистом, забившим более 4 мячей за один матч Лиги чемпионов. 11 апреля Холанн забил гол в матче против «Баварии» в четвертьфинале Лиги Чемпионов, что стало его 45-м голом в сезоне в целом. Эрлинг побил предыдущий рекорд в 44 гола во всех соревнованиях за сезон, установленный игроками Премьер-лиги Рудом ван Нистелроем и Салахом.

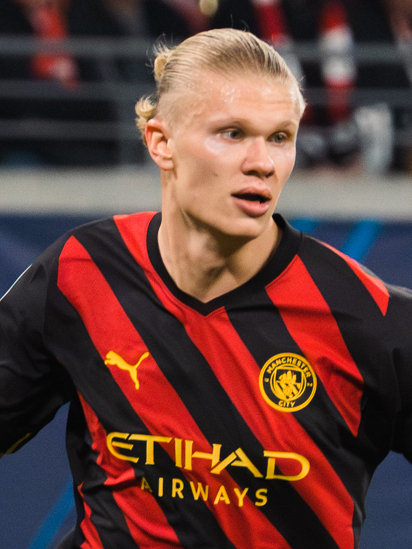
Холанн в составе «Манчестер Сити» в 2023 году

26 апреля 2023 года в матче 33-го тура Премьер-лиги против «Арсенала» забил свой 33-й гол, побив ранее принадлежавший Салаху рекорд по голам в 38-матчевом сезоне. 3 мая 2023 года в матче против «Вест Хэм Юнайтед» забил 35-й гол в чемпионате, побив абсолютный рекорд английской Премьер-лиги по голам за сезон (Энди Коул и Алан Ширер забивали по 34 мяча в 42-матчевых сезонах).
3 июня в финале Кубка Англии против «Манчестер Юнайтед» на «Уэмбли» Холанн сыграл все 90 минут, но забить не смог. «Сити» победил со счётом 2:1 благодаря дублю капитана команды Илкая Гюндогана. В финале Лиги чемпионов против миланского «Интера», который был сыгран 10 июня 2023 года в Стамбуле, Холанн провёл на поле весь матч, но забить не сумел. Единственный мяч в игре забил во втором тайме полузащитник «Сити» Родри, благодаря чему «голубые» впервые в истории стал победителем Лиги чемпионов УЕФА. Клуб сумел за один сезон выиграть чемпионат и Кубок Англии, а также победить в главном клубном турнире Европы.

#### 2023/24: вторая подряд «золотая бутса» Премьер-лиги

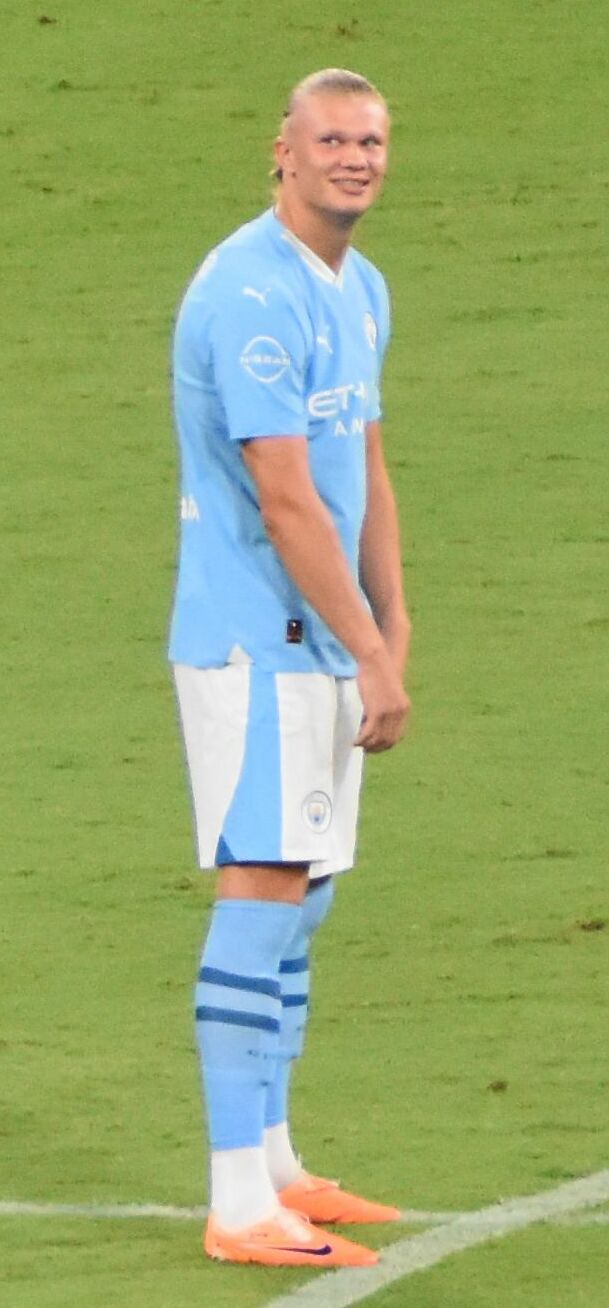
Холанн во время предсезонного матча против «Йокогама Ф. Маринос», 23 июля 2023 года

11 августа сделал дубль в ворота «Бернли» в первом туре Премьер-лиги, и принёс «горожанам» выездную победу со счётом 3:0. 16 августа 2023 года в матче за Суперкубок УЕФА против испанской «Севильи» основное время матча закончилось со счётом 1:1, а в серии пенальти «Сити» победил со счётом 5:4 и впервые в истории выиграл этот титул (Холанн реализовал свой удар). Второй мяч стал для Холанна суммарно 100-м в чемпионатах Германии и Англии. 2 сентября сделал хет-трик, выиграв 5:1 у «Фулхэма». 25 октября в забил два мяча в матче Лиги Чемпионов против «Янг Бойз» (3:1). Это были первые для Холанна голы в Лиге чемпионов за последние 5 сыгранных матчей. 29 октября норвежец забил два мяча в манчестерском дерби против «красных дьяволов» на «Олд Траффорд», игра закончилась победой «небесно-голубых» со счётом 3:0. 12 ноября в гостевом матче против «Челси» сделал дубль и отдал голевую передачу на Родри, но матч закончился вничью 4:4. 25 ноября на 27-й минуте открыл счёт в матче против «Ливерпуля», но на 80-й минуте Трент Александр-Арнольд сравнял счёт (1:1). в Премьер-лиге, он затратил на это 48 матчей, прежний рекорд принадлежал Энди Коулу (65 матчей).
Из-за повреждения стопы Холанн не играл с 6 декабря 2023 года до 31 января 2024 года, пропустив победный для «Сити» клубный чемпионат мира и 5 туров чемпионата Англии. 10 февраля забил первые мячи в 2024 году, дважды отличившись в ворота «Эвертона» (2:0). 20 февраля забил единственный мяч в игре против «Брентфорда». Холанн стал вторым игроком в истории, после Гарри Кейна, который забивал в ворота всех команд Премьер-лиги, против которых играл. 27 февраля забил 5 мячей в матче 1/8 финала Кубка Англии против «Лутона», в котором «горожане» выиграли — 6:2. Первые 4 мяча были забиты с передач бельгийца Кевина Де Брёйне.
В начале марта забил по мячу в ворота «Манчестер Юнайтед» в чемпионате Англии и «Копенгагена» в Лиге чемпионов. В оставшихся 5 матчах марта не забивал, в том числе не смог забить в двух товарищеских матчах сборной Норвегии. В первой половине апреля забил по мячу в ворота «Кристал Пэлас» (4:2) и «Лутона» (5:1) в чемпионате Англии. В двух матчах 1/4 финала Лиги чемпионов против мадридского «Реала» забить не смог, а в ответном домашнем матче был заменён на 90-й минуте на Хулиана Альвареса (матч завершился победой «Реала» в серии пенальти). Всего в 9 матчах Лиги чемпионов Холанн забил 6 мячей.
4 мая сделал «покер» (2 гола с пенальти) в ворота «Вулверхэмптона» в матче чемпионата Англии (5:1). 14 мая сделал дубль в гостевом матче против «Тоттенхэма» (2:0).
С 27 голами в 31 матче Холанн стал лучшим бомбардиром чемпионата Англии (Коул Палмер из «Челси» отстал на 5 голов) и помог клубу выиграть титул.
25 мая в финале Кубка Англии против «Манчестер Юнайтед» отыграл все 90 минут, но забить не сумел, «Сити» уступил 1:2. Всего в Кубке Англии Холанн сыграл 3 матча и забил 5 мячей.

#### 2024/25: победа в Суперкубке Англии
10 августа 2024 года помог «Сити» выиграть Суперкубок Англии. В матче против «Манчестер Юнайтед» провёл на поле все 90 минут, «небесно-голубые» сравняли счёт на 89-й минуте благодаря голу Бернарду Силвы (1:1), а затем победили в серии пенальти со счётом 7-6, Холанн бил третьим в серии и свой пенальти реализовал. 18 августа в первом туре чемпионата Англии с передачи Бернарду Силвы забил победный мяч в ворота «Челси» на «Стэмфорд Бридж», «Манчестер Сити» выиграл 2:0. 24 августа сделал хет-трик в ворота «Ипсвич Таун» (4:1). 31 августа забил три мяча в гостевом победном матче с «Вест Хэмом» (3:1). Хет-трик норвежца позволил «горожанам» обойти «Ливерпуль» по количеству хет-триков в Премьер-лиге. Семь голов Эрлинга после трёх игр позволили ему побить рекорд Эдина Джеко по количеству голов после первых трёх игр Премьер-лиги в сезоне — шесть голов, и он стал первым игроком оформившим два хет-трика в первых трёх играх сезона со времён Пола Джуэлла из «Брэдфорд Сити» в сезоне 1994/95. Это был 8-й хет-трик Холанна в Английской премьер-лиге, он сравнялся по этому показателю с Тьерри Анри, Майклом Оуэном и Харри Кейном.
14 сентября забил два мяча «Брентфорду» (2:1), что позволило норвежцу превзойти Уэйна Руни, забившего восемь голов за «Манчестер Юнайтед» в первых четырёх матчах сезона 2011/12, после того как он принял решение играть только накануне после смерти близкого друга семьи. 22 сентября Эрлинг повторил рекорд Криштиану Роналду, забив 100 голов во всех соревнованиях за один клуб за 105 выступлений в топ-5 европейских лигах, когда он открыл счёт в матче с «Арсеналом» (2:2).
Осенью сделал два дубля в матчах Лиги чемпионов: 23 октября в ворота пражской «Спарты» (5:0), а 26 ноября — в ворота «Фейенорда» (3:3). В декабре результативность Холанна снизилась, что совпало с серией неудачных игр «Сити». В семи декабрьских матчах Премьер-лиги он забил только два мяча, хотя отыграл все матчи без замен. Не забил норвежец и в проигранном матче Лиги чемпионов «Ювентусу» (0:2).
4 января 2025 года сделал дубль в ворота «Вест Хэма» в матче Премьер-лиги (впервые с сентября он забил более 1 мяча в матче чемпионата).

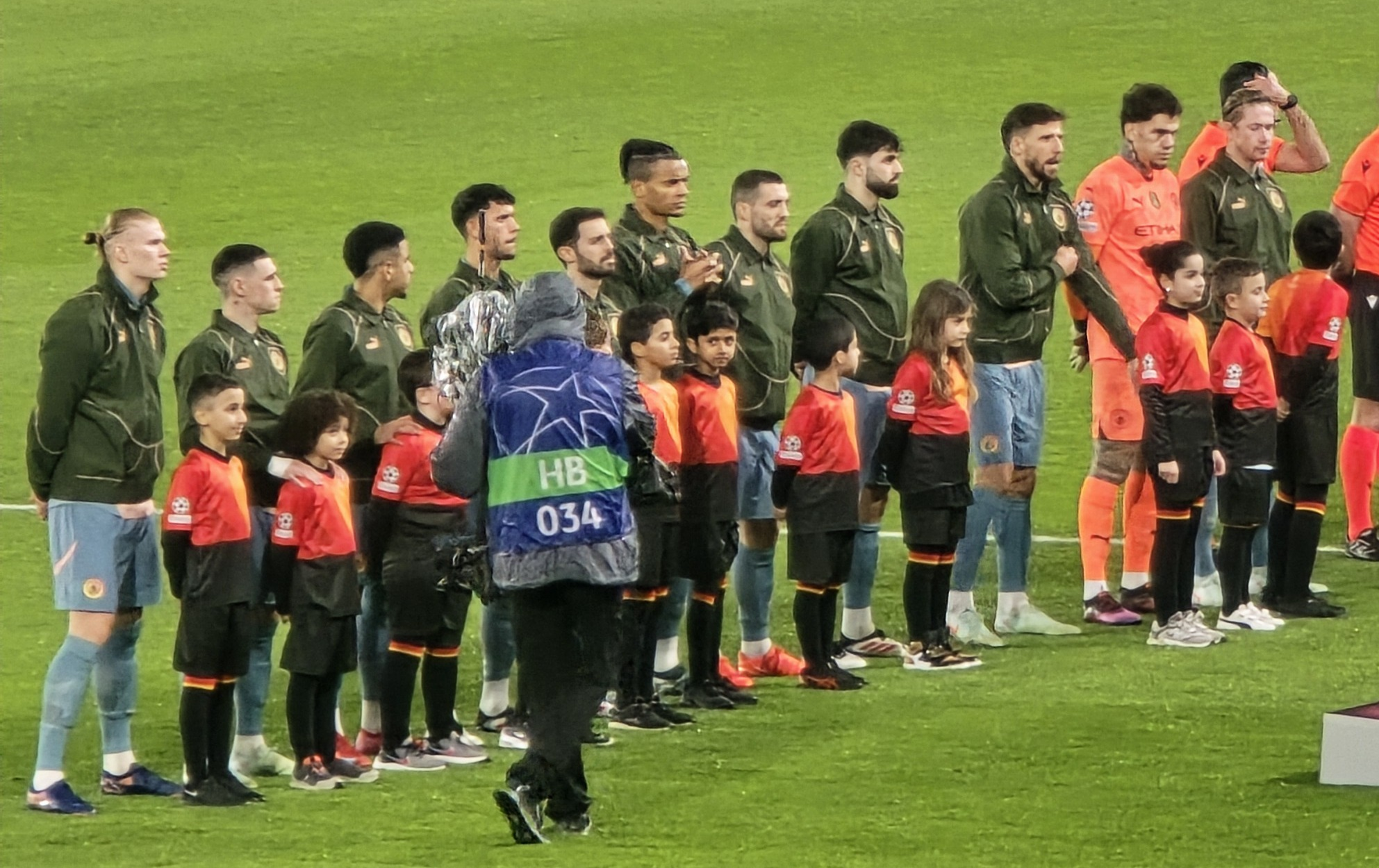
Холанн (первый слева) перед началом матча Лиги чемпионов против ПСЖ в январе 2025 года

17 января 2025 года норвежец подписал с клубом 10-летний контракт до 2034 года, который продлится до его 34-летия, в то время как его предыдущее соглашение истекало в 2027 году.
11 февраля сделал дубль (один гол — с пенальти) в ворота мадридского «Реала» в домашнем матче Лиги чемпионов. «Манчестер Сити» проиграл 2:3, хотя вёл 2:1 на 85-й минуте. В ответном матче 19 февраля Холанн из-за повреждения колена на поле не вышел, «Манчестер Сити» уступил в Мадриде 1:3 (хет-трик Киллиана Мбаппе) и выбыл из Лиги чемпионов.
30 марта в матче 1/4 финала Кубка Англии против «Борнмута» получил травму голеностопа во втором тайме вскоре после забитого мяча и был заменён. По прогнозам возвращение Холанна на поле ожидалось в конце сезона 2024/25, команда рассчитывала на его участие в клубном чемпионате мира в июне.
Холанн вернулся на поле 10 мая, проведя 90 минут в матче Премьер-лиги против «Саутгемптона» (0:0). 17 мая отыграл 90 минут в финале Кубка Англии, который «Сити» проиграл «Кристал Пэласу» (0:1).

## Карьера в сборной
Являлся игроком юношеских сборных Норвегии всех возрастов. Принимал участие на двух юношеских чемпионатах Европы ― в 2017 (до 17 лет) и 2018 (до 19 лет) годах, сыграв на этих турнирах во всех матчах группового этапа.
30 мая 2019 года в ходе чемпионата мира среди молодёжных команд в польском Люблине забил 9 мячей (один — с пенальти) в ворота Гондураса (норвежцы в итоге одержали разгромную победу 12:0, но всё же не прошли в плей-офф). В остальных матчах группового этапа Холанн не забивал, но это не помешало ему стать лучшим бомбардиром турнира, опередив ближайших преследователей на 5 голов.
5 сентября 2019 года в возрасте 19 лет и 1 месяца дебютировал в национальной сборной Норвегии в отборочном матче Евро-2020 против сборной Мальты в Осло (2:0). Холанн вышел в стартовом составе и сыграл 66 минут.
4 сентября 2020 года в первом матче нового сезона Лиги наций УЕФА Холанн забил первый мяч за сборную, поразив ворота сборной Австрии в Осло (1:2). 7 сентября оформил дубль в гостевой победе над сборной Северной Ирландии со счётом 5:1. 11 октября 2020 года в своей шестой игре за сборную сделал хет-трик в ворота сборной Румынии в матче Лиги наций УЕФА (4:0), забив шесть голов в первых шести матчах за национальную команду. 7 сентября 2021 года, спустя ровно год после первого дубля за сборную, сделал свой второй хет-трик в ворота Гибралтара в отборочном матче чемпионата мира и помог норвежцам победить с разгромным счётом 5:1. В июне 2022 года сделал по дублю в двух матчах Лиги наций против сборной Швеции. Таким образом, Холанн забил 20 мячей за сборную уже к 21 году и вошёл в топ-10 лучших бомбардиров в истории сборной.
12 октября 2023 года сделал дубль в ворота Кипра (4:0), забив свой 27-й мяч в 27 матчах за сборную и вышел на второе место в списке лучших бомбардиров сборной, опередив Эйнара Гундерсена. Холанн отличился в 13-м из последних 15 матчей за сборную, забив за это время 20 мячей.
5 июня 2024 года сделал хет-трик в ворота сборной Косова в товарищеском матче (3:0).
10 октября 2024 года сделал дубль в ворота сборной Словении в матче Лиги наций УЕФА (3:0). Второй мяч стал для 24-летнего Эрлинга стал 34-м в 36 матчах за сборную, он вышел на первое место в списке лучших бомбардиров в истории сборной Норвегии, опередив бомбардира 1920-х — 1930-х годов Йёргена Юве, остававшегося рекордсменом более 90 лет. От первого гола за сборную (4 сентября 2020) до звания лучшего бомбардира команды Холанн добрался за 4 года и 1 месяц.
17 ноября 2024 года сделал хет-трик в ворота сборной Казахстана в матче Лиги наций. Это был 4-й хет-трик Холанна за сборную, также он 11-й раз за 39 матчей забил более одного мяча за игру.
В марте 2025 года забил по мячу в отборочных матчах чемпионата мира 2026 года в ворота Молдовы в гостях (5:0) и Израиля на нейтральном поле (4:2). Гол Израилю стал для Холанна 40-м в 41 матче за сборную.

## Характеристика игрока

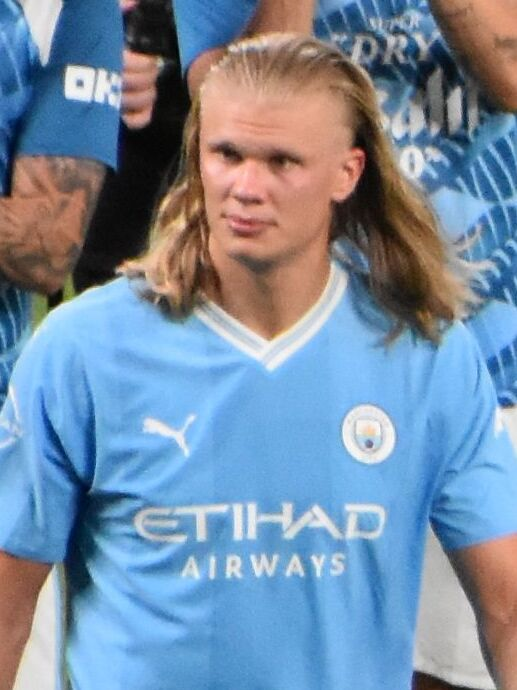
В «Манчестер Сити» Холанн играл под руководством Пепа Гвардиолы

Холанн — результативный бомбардир, обладающий всеми качествами настоящего центрального нападающего. Он умело использует своё крупное телосложение, чтобы эффективно отыгрывать на «втором этаже». У него есть скорость и умение выбора позиции, чтобы иметь возможность оставаться сзади. Он может дриблинговать и создавать моменты, способен успешно завершать атаку любой ногой, либо головой. Обычно Эрлинг отходит глубоко, чтобы отобрать мяч и помочь своей команде построить игру, часто стремится отдать длинную передачу товарищу по команде, прежде чем развернуться и броситься к воротам. Иногда он заходит слишком глубоко, отвлекая на себя защитников, но у него есть понимание, как будут разыгрывать мяч, чтобы он мог легко создать момент из положения лицом вперёд. В штрафной площади Эрлинг делает небольшие резкие движения, чтобы товарищ по команде мог легко его найти, способен быстро изменить линию движения и моментально ускориться, что делает задачу по его персональной опеке чрезвычайно трудной для защитников.
Холанн хорошо использует своё тело, когда играет спиной к воротам, и эффективно контролирует мяч. Учитывая, что он может использовать свою силу для удержания мяча, находясь под прессингом, он также даёт защитникам своей команды передышку после выноса мяча. Креативность Эрлинга наиболее очевидна, когда он движется по левому флангу. Хоть его основная цель всегда состоит в том, чтобы завершить атаку, также у него есть необходимые видение поля и навыки для того, чтобы выбрать позицию из зоны полузащиты. Его способность быстро вести мяч также помогает команде во многих моментах, особенно при контратаках.
Своими кумирами Холанн называет Златана Ибрагимовича и Криштиану Роналду. Он также отмечал Мичу, Джейми Варди, Серхио Агуэро и Робина ван Перси, как источники своего вдохновения, а Вирджила ван Дейка и Серхио Рамоса назвал самыми сильными защитниками, против которых ему приходилось играть.

## Статистика

### Клубная статистика
| Выступление          | Выступление      | Выступление      | Чемпионат | Чемпионат | Кубки | Кубки | Еврокубки | Еврокубки | Прочие | Прочие | Итого | Итого |
| Клуб                 | Лига             | Сезон            | Игры      | Голы      | Игры  | Голы  | Игры      | Голы      | Игры   | Голы   | Игры  | Голы  |
| -------------------- | ---------------- | ---------------- | --------- | --------- | ----- | ----- | --------- | --------- | ------ | ------ | ----- | ----- |
| Брюне                | Первый дивизион  | 2016             | 16        | 0         | 0     | 0     | 0         | 0         | 0      | 0      | 16    | 0     |
| Брюне                | Итого            | Итого            | 16        | 0         | 0     | 0     | 0         | 0         | 0      | 0      | 16    | 0     |
| Молде                | Элитсерия        | 2017             | 14        | 2         | 6     | 2     | 0         | 0         | 0      | 0      | 20    | 4     |
| Молде                | Элитсерия        | 2018             | 25        | 12        | 0     | 0     | 5         | 4         | 0      | 0      | 30    | 16    |
| Молде                | Итого            | Итого            | 39        | 14        | 6     | 2     | 5         | 4         | 0      | 0      | 50    | 20    |
| Ред Булл (Зальцбург) | Бундеслига       | 2018/19          | 2         | 1         | 2     | 0     | 1         | 0         | 0      | 0      | 5     | 1     |
| Ред Булл (Зальцбург) | Бундеслига       | 2019/20          | 14        | 16        | 2     | 4     | 6         | 8         | 0      | 0      | 22    | 28    |
| Ред Булл (Зальцбург) | Итого            | Итого            | 16        | 17        | 4     | 4     | 7         | 8         | 0      | 0      | 27    | 29    |
| Боруссия (Дортмунд)  | Бундеслига       | 2019/20          | 15        | 13        | 1     | 1     | 2         | 2         | 0      | 0      | 18    | 16    |
| Боруссия (Дортмунд)  | Бундеслига       | 2020/21          | 28        | 27        | 4     | 3     | 8         | 10        | 1      | 1      | 41    | 41    |
| Боруссия (Дортмунд)  | Бундеслига       | 2021/22          | 24        | 22        | 2     | 4     | 3         | 3         | 1      | 0      | 30    | 29    |
| Боруссия (Дортмунд)  | Итого            | Итого            | 67        | 62        | 7     | 8     | 13        | 15        | 2      | 1      | 89    | 86    |
| Манчестер Сити       | Премьер-лига     | 2022/23          | 35        | 36        | 6     | 4     | 11        | 12        | 1      | 0      | 53    | 52    |
| Манчестер Сити       | Премьер-лига     | 2023/24          | 31        | 27        | 3     | 5     | 9         | 6         | 2      | 0      | 45    | 38    |
| Манчестер Сити       | Премьер-лига     | 2024/25          | 31        | 22        | 3     | 1     | 9         | 8         | 5      | 3      | 48    | 34    |
| Манчестер Сити       | Премьер-лига     | 2025/26          | 1         | 2         | 0     | 0     | 0         | 0         | 0      | 0      | 1     | 2     |
| Манчестер Сити       | Итого            | Итого            | 98        | 87        | 12    | 10    | 29        | 26        | 8      | 3      | 147   | 126   |
| Всего за карьеру     | Всего за карьеру | Всего за карьеру | 236       | 180       | 29    | 24    | 54        | 53        | 10     | 4      | 329   | 261   |

1. ↑  Кубок Норвегии, Кубок Австрии, Кубок Германии, Кубок Английской футбольной лиги, Кубок Англии
2. ↑  Лига чемпионов УЕФА, Лига Европы УЕФА
3. ↑  Суперкубок Германии, Суперкубок Англии, Суперкубок УЕФА, Клубный чемпионат мира

### Матчи за сборную
| Матчи Холанна за сборную Норвегии | Матчи Холанна за сборную Норвегии | Матчи Холанна за сборную Норвегии | Матчи Холанна за сборную Норвегии | Матчи Холанна за сборную Норвегии | Матчи Холанна за сборную Норвегии |
| №                                 | Дата                              | Соперник                          | Счёт                              | Голы                              | Соревнование                      |
| --------------------------------- | --------------------------------- | --------------------------------- | --------------------------------- | --------------------------------- | --------------------------------- |
| 1                                 | 5 сентября 2019                   | Мальта                            | 2:0                               | —                                 | Отборочный турнир ЧЕ-2020         |
| 2                                 | 8 сентября 2019                   | Швеция                            | 1:1                               | —                                 | Отборочный турнир ЧЕ-2020         |
| 3                                 | 4 сентября 2020                   | Австрия                           | 1:2                               | 1                                 | Лига наций УЕФА 2020/21 (B1)      |
| 4                                 | 7 сентября 2020                   | Северная Ирландия                 | 5:1                               | 2                                 | Лига наций УЕФА 2020/21 (B1)      |
| 5                                 | 8 октября 2020                    | Сербия                            | 1:2                               | —                                 | Стыковые матчи ЧЕ-2020            |
| 6                                 | 11 октября 2020                   | Румыния                           | 4:0                               | 3                                 | Лига наций УЕФА 2020/21 (B1)      |
| 7                                 | 14 октября 2020                   | Северная Ирландия                 | 1:0                               | —                                 | Лига наций УЕФА 2020/21 (B1)      |
| 8                                 | 24 марта 2021                     | Гибралтар                         | 3:0                               | —                                 | Отборочный турнир ЧМ-2022         |
| 9                                 | 27 марта 2021                     | Турция                            | 0:3                               | —                                 | Отборочный турнир ЧМ-2022         |
| 10                                | 30 марта 2021                     | Черногория                        | 1:0                               | —                                 | Отборочный турнир ЧМ-2022         |
| 11                                | 2 июня 2021                       | Люксембург                        | 1:0                               | 1                                 | Товарищеский матч                 |
| 12                                | 6 июня 2021                       | Греция                            | 1:2                               | —                                 | Товарищеский матч                 |
| 13                                | 1 сентября 2021                   | Нидерланды                        | 1:1                               | 1                                 | Отборочный турнир ЧМ-2022         |
| 14                                | 4 сентября 2021                   | Латвия                            | 2:0                               | 1                                 | Отборочный турнир ЧМ-2022         |
| 15                                | 7 сентября 2021                   | Гибралтар                         | 5:1                               | 3                                 | Отборочный турнир ЧМ-2022         |
| 16                                | 25 марта 2022                     | Словакия                          | 2:0                               | 1                                 | Товарищеский матч                 |
| 17                                | 29 марта 2022                     | Армения                           | 9:0                               | 2                                 | Товарищеский матч                 |
| 18                                | 2 июня 2022                       | Сербия                            | 1:0                               | 1                                 | Лига наций УЕФА 2022/23 (B4)      |
| 19                                | 5 июня 2022                       | Швеция                            | 2:1                               | 2                                 | Лига наций УЕФА 2022/23 (B4)      |
| 20                                | 9 июня 2022                       | Словения                          | 0:0                               | —                                 | Лига наций УЕФА 2022/23 (B4)      |
| 21                                | 12 июня 2022                      | Швеция                            | 3:2                               | 2                                 | Лига наций УЕФА 2022/23 (B4)      |
| 22                                | 24 сентября 2022                  | Словения                          | 1:2                               | 1                                 | Лига наций УЕФА 2022/23 (B4)      |
| 23                                | 27 сентября 2022                  | Сербия                            | 0:2                               | —                                 | Лига наций УЕФА 2022/23 (B4)      |
| 24                                | 17 июня 2023                      | Шотландия                         | 1:2                               | 1                                 | Отборочный турнир ЧЕ-2024         |
| 25                                | 20 июня 2023                      | Кипр                              | 3:1                               | 2                                 | Отборочный турнир ЧЕ-2024         |
| 26                                | 12 сентября 2023                  | Грузия                            | 2:1                               | 1                                 | Отборочный турнир ЧЕ-2024         |
| 27                                | 12 октября 2023                   | Кипр                              | 4:0                               | 2                                 | Отборочный турнир ЧЕ-2024         |
| 28                                | 15 октября 2023                   | Испания                           | 0:1                               | —                                 | Отборочный турнир ЧЕ-2024         |
| 29                                | 16 ноября 2023                    | Фарерские острова                 | 2:0                               | —                                 | Товарищеский матч                 |
| 30                                | 22 марта 2024                     | Чехия                             | 1:2                               | —                                 | Товарищеский матч                 |
| 31                                | 26 марта 2024                     | Словакия                          | 1:1                               | —                                 | Товарищеский матч                 |
| 32                                | 5 июня 2024                       | Косово                            | 3:0                               | 3                                 | Товарищеский матч                 |
| 33                                | 8 июня 2024                       | Дания                             | 1:3                               | 1                                 | Товарищеский матч                 |
| 34                                | 6 сентября 2024                   | Казахстан                         | 0:0                               | —                                 | Лига наций УЕФА 2024/25 (B3)      |
| 35                                | 9 сентября 2024                   | Австрия                           | 2:1                               | 1                                 | Лига наций УЕФА 2024/25 (B3)      |
| 36                                | 10 октября 2024                   | Словения                          | 3:0                               | 2                                 | Лига наций УЕФА 2024/25 (B3)      |
| 37                                | 13 октября 2024                   | Австрия                           | 1:5                               | —                                 | Лига наций УЕФА 2024/25 (B3)      |
| 38                                | 14 ноября 2024                    | Словения                          | 4:1                               | 1                                 | Лига наций УЕФА 2024/25 (B3)      |
| 39                                | 17 ноября 2024                    | Казахстан                         | 5:0                               | 3                                 | Лига наций УЕФА 2024/25 (B3)      |
| 40                                | 22 марта 2025                     | Молдова                           | 5:0                               | 1                                 | Отборочный турнир ЧМ-2026         |
| 41                                | 25 марта 2025                     | Израиль                           | 4:2                               | 1                                 | Отборочный турнир ЧМ-2026         |
| 42                                | 6 июня 2025                       | Италия                            | 3:0                               | 1                                 | Отборочный турнир ЧМ-2026         |
| 43                                | 9 июня 2025                       | Эстония                           | 1:0                               | 1                                 | Отборочный турнир ЧМ-2026         |

Итого: 43 матча / 42 гола; 27 побед, 5 ничьих, 11 поражений.

### Хет-трики
По состоянию на 1 января 2025 года Холанну удалось оформить 27 хет-триков, в том числе три покера (по одному за «Молде», дортмундскую «Боруссию» и «Манчестер Сити»), два пента-трика (за «Манчестер Сити») и один нона-трик (за сборную Норвегии до 20 лет).
| Список хет-триков Эрлинга Холанна в официальных матчах | Список хет-триков Эрлинга Холанна в официальных матчах | Список хет-триков Эрлинга Холанна в официальных матчах | Список хет-триков Эрлинга Холанна в официальных матчах | Список хет-триков Эрлинга Холанна в официальных матчах | Список хет-триков Эрлинга Холанна в официальных матчах | Список хет-триков Эрлинга Холанна в официальных матчах | Список хет-триков Эрлинга Холанна в официальных матчах | Список хет-триков Эрлинга Холанна в официальных матчах |
| №                                                      | Дата                                                   | Команда / клуб                                         | Соперник                                               | Счёт                                                   | Голы Холанна                                           | Турнир                                                 | Ист.                                                   |                                                        |
| ------------------------------------------------------ | ------------------------------------------------------ | ------------------------------------------------------ | ------------------------------------------------------ | ------------------------------------------------------ | ------------------------------------------------------ | ------------------------------------------------------ | ------------------------------------------------------ | ------------------------------------------------------ |
| 1                                                      | 27 марта 2018                                          | Норвегия (до 19 лет)                                   | Шотландия (до 19 лет)                                  | 5:4 (н)                                                | Гол · Гол · Гол                                        | Отборочный турнир ЮЧЕ-2018                             | [ 94 ]                                                 |                                                        |
| 2                                                      | 1 июля 2018                                            | «Молде»                                                | «Бранн»                                                | 4:0 (г)                                                | Гол · Гол · Гол · Гол                                  | Элитсерия 2018                                         | [ 95 ]                                                 |                                                        |
| 3                                                      | 30 мая 2019                                            | Норвегия (до 20 лет)                                   | Гондурас (до 20 лет)                                   | 12:0 (н)                                               | Гол · Гол · Гол · Гол · Гол · Гол · Гол · Гол · Гол    | МЧМ-2019. Группа C                                     | [ 96 ]                                                 |                                                        |
| 4                                                      | 19 июля 2019                                           | «Зальцбург»                                            | «Парндорф 1919»                                        | 7:1 (г)                                                | Гол · Гол · Гол                                        | Кубок Австрии 2019/20                                  | [ 97 ]                                                 |                                                        |
| 5                                                      | 10 августа 2019                                        | «Зальцбург»                                            | «Вольфсберг»                                           | 5:2 (д)                                                | Гол · Гол · Гол                                        | Бундеслига 2019/20                                     | [ 98 ]                                                 |                                                        |
| 6                                                      | 14 сентября 2019                                       | «Зальцбург»                                            | «Хартберг»                                             | 7:2 (д)                                                | Гол · Гол · Гол                                        | Бундеслига 2019/20                                     | [ 99 ]                                                 |                                                        |
| 7                                                      | 17 сентября 2019                                       | «Зальцбург»                                            | «Генк»                                                 | 6:2 (д)                                                | Гол · Гол · Гол                                        | Лига чемпионов УЕФА 2019/20. Группа E                  | [ 100 ]                                                |                                                        |
| 8                                                      | 10 ноября 2019                                         | «Зальцбург»                                            | «Вольфсберг»                                           | 3:0 (г)                                                | Гол · Гол · Гол                                        | Бундеслига 2019/20                                     | [ 101 ]                                                |                                                        |
| 9                                                      | 18 января 2020                                         | «Боруссия» Д                                           | «Аугсбург»                                             | 5:3 (г)                                                | Гол · Гол · Гол                                        | 1. Бундеслига 2019/20                                  | [ 102 ]                                                |                                                        |
| 10                                                     | 11 октября 2020                                        | Норвегия                                               | Румыния                                                | 4:0 (д)                                                | Гол · Гол · Гол                                        | Лига наций УЕФА 2020/21. Группа B1                     | [ 103 ]                                                |                                                        |
| 11                                                     | 21 ноября 2020                                         | «Боруссия» Д                                           | «Герта»                                                | 5:2 (г)                                                | Гол · Гол · Гол · Гол                                  | 1. Бундеслига 2020/21                                  | [ 104 ]                                                |                                                        |
| 12                                                     | 7 августа 2021                                         | «Боруссия» Д                                           | «Веен»                                                 | 3:0 (г)                                                | Гол · Гол · Гол                                        | Кубок Германии 2021/22                                 | [ 105 ]                                                |                                                        |
| 13                                                     | 7 сентября 2021                                        | Норвегия                                               | Гибралтар                                              | 5:1 (д)                                                | Гол · Гол · Гол                                        | Отборочный турнир ЧМ-2022                              | [ 106 ]                                                |                                                        |
| 14                                                     | 30 апреля 2022                                         | «Боруссия» Д                                           | «Бохум»                                                | 3:4 (д)                                                | Гол · Гол · Гол                                        | 1. Бундеслига 2021/22                                  | [ 107 ]                                                |                                                        |
| 15                                                     | 27 августа 2022                                        | «Манчестер Сити»                                       | «Кристал Пэлас»                                        | 4:2 (д)                                                | Гол · Гол · Гол                                        | Премьер-лига 2022/23                                   | [ 108 ]                                                |                                                        |
| 16                                                     | 31 августа 2022                                        | «Манчестер Сити»                                       | «Ноттингем Форест»                                     | 6:0 (д)                                                | Гол · Гол · Гол                                        | Премьер-лига 2022/23                                   | [ 109 ]                                                |                                                        |
| 17                                                     | 2 октября 2022                                         | «Манчестер Сити»                                       | «Манчестер Юнайтед»                                    | 6:3 (д)                                                | Гол · Гол · Гол                                        | Премьер-лига 2022/23                                   | [ 110 ]                                                |                                                        |
| 18                                                     | 22 января 2023                                         | «Манчестер Сити»                                       | «Вулверхэмптон Уондерерс»                              | 3:0 (д)                                                | Гол · Гол · Гол                                        | Премьер-лига 2022/23                                   | [ 111 ]                                                |                                                        |
| 19                                                     | 14 марта 2023                                          | «Манчестер Сити»                                       | «РБ Лейпциг»                                           | 7:0 (д)                                                | Гол · Гол · Гол · Гол · Гол                            | Лига чемпионов УЕФА 2022/23. Плей-офф                  | [ 112 ]                                                |                                                        |
| 20                                                     | 18 марта 2023                                          | «Манчестер Сити»                                       | «Бернли»                                               | 6:0 (д)                                                | Гол · Гол · Гол                                        | Кубок Англии 2022/23                                   | [ 113 ]                                                |                                                        |
| 21                                                     | 2 сентября 2023                                        | «Манчестер Сити»                                       | «Фулхэм»                                               | 5:1 (д)                                                | Гол · Гол · Гол                                        | Премьер-лига 2023/24                                   | [ 114 ]                                                |                                                        |
| 22                                                     | 27 февраля 2024                                        | «Манчестер Сити»                                       | «Лутон»                                                | 6:2 (г)                                                | Гол · Гол · Гол · Гол · Гол                            | Кубок Англии 2023/24                                   | [ 115 ]                                                |                                                        |
| 23                                                     | 4 мая 2024                                             | «Манчестер Сити»                                       | «Вулверхэмптон Уондерерс»                              | 5:1 (д)                                                | Гол · Гол · Гол · Гол                                  | Премьер-лига 2023/24                                   | [ 116 ]                                                |                                                        |
| 24                                                     | 5 июня 2024                                            | Норвегия                                               | Косово                                                 | 3:0 (д)                                                | Гол · Гол · Гол                                        | Товарищеский матч                                      | [ 117 ]                                                |                                                        |
| 25                                                     | 24 августа 2024                                        | «Манчестер Сити»                                       | «Ипсвич»                                               | 4:1 (д)                                                | Гол · Гол · Гол                                        | Премьер-лига 2023/24                                   | [ 118 ]                                                |                                                        |
| 26                                                     | 31 августа 2024                                        | «Манчестер Сити»                                       | «Вест Хэм»                                             | 3:1 (г)                                                | Гол · Гол · Гол                                        | Премьер-лига 2023/24                                   | [ 119 ]                                                |                                                        |
| 27                                                     | 17 ноября 2024                                         | Норвегия                                               | Казахстан                                              | 5:0 (д)                                                | Гол · Гол · Гол                                        | Лига наций УЕФА 2024/25. Группа B3                     | [ 120 ]                                                |                                                        |

## Достижения

### Командные достижения
«Ред Булл Зальцбург»
- Чемпион Австрии (2): 2018/19, 2019/20
- Обладатель Кубка Австрии: 2018/19

«Боруссия Дортмунд»
- Обладатель Кубка Германии: 2020/21

«Манчестер Сити»
- Чемпион Англии (2): 2022/23, 2023/24
- Обладатель Кубка Англии: 2022/23
- Обладатель Суперкубка Англии: 2024
- Победитель Лиги чемпионов УЕФА: 2022/23
- Обладатель Суперкубка УЕФА: 2023

Сборная Норвегии (до 17 лет)
- Обладатель Кубка Сиренки: 2016[121]

Итого: 11 трофеев

### Личные достижения
- «Прорыв года» в Элитсерии: 2018[122]
- «Футболист года в Австрии»: 2019[123]
- Игрок сезона Австрийской бундеслиги: 2019/20[124]
- «Прорыв года» Австрийской бундеслиги: 2019/20[21]
- Рекордсмен молодёжного чемпионата мира по количеству голов, забитых игроком в одном матче: 9[125]
- Лучший бомбардир молодёжного чемпионата мира: 2019[79]
- Игрок сезона в Бундеслиге: 2020/21[126]
- Игрок месяца в Бундеслиге (4): январь 2020[127][128][129], ноябрь 2020[130], апрель 2021[131], август 2021[132]
- Новичок месяца в Бундеслиге (2): январь 2020, февраль 2020[128]
- Автор гола месяца в Бундеслиге (2): сентябрь 2021[133], ноябрь 2021[133]
- Входит в состав символической команды сезона в Бундеслиге (2): 2020/21[134], 2021/22[135]
- Входит в состав символической команды сезона в Бундеслиге по версии VDV (3): 2019/20[136], 2020/2021[137], 2021/22[138]
- Входит в состав символической команды сезона в Бундеслиге по версии «kicker» (2): 2020/21[139], 2021/22[140]
- Входит в состав символической сборной сезона по версии ESM: 2019/20[141]
- Входит в состав символической сборной мира (до 20) по версии IFFHS: 2020[142]
- Обладатель награды «Golden Boy»: 2020[143]
- Обладатель награды «Gullballen» (3): 2020[144], 2021[145], 2022[146]
- Футболист года в Норвегии (5): 2020[147], 2021, 2022, 2023, 2024
- Лучший бомбардир Лиги чемпионов УЕФА (2): 2020/21[148], 2022/23[149]
- Лучший нападающий Лиги чемпионов УЕФА: 2020/21[29]
- Входит в состав символической команды сезона Лиги чемпионов УЕФА: 2020/21[150]
- Лучший бомбардир Лиги наций УЕФА: 2020/21[151]
- «Лучший нападающий» по версии УЕФА: 2020/21[29]
- Входит в состав символической сборной мира по версии FIFPro: 2021[152]
- Входит в состав символической сборной мира по версии IFFHS: 2022[153]
- Игрок месяца английской Премьер-лиги (2): август 2022[154], апрель 2023[155]
- Игрок месяца английской Премьер-лиги по мнению болельщиков (опрос ПФА) (3): август 2022[156], сентябрь 2022[157], декабрь 2022[158]
- Футболист года по версии Ассоциации футбольных журналистов: 2022/23[159]
- Игрок сезона английской Премьер-лиги: 2022/23[160]
- Обладатель «Золотой бутсы» английской Премьер-лиги: 2022/23[161], 2023/24
- Обладатель «Золотой бутсы» УЕФА: 2022/23[161][162]
- Рекордсмен английской Премьер-лиги по количеству голов за сезон: 36 (2022/23)[163][164]
- Игрок сезона «Манчестер Сити»: 2022/23[165]
- Входит в состав символической команды года по версии ПФА: 2022/23[166]
- Игрок года по версии футболистов ПФА: 2022/23[166]
- Обладатель «трофея Герда Мюллера»: 2022/23[167][168]
- Обладатель приза лучшему футболисту года в Европе по версии УЕФА: 2022/23[169]
- Лучший футболист года по версии Globe Soccer Awards: 2023[170]